# Желче
Желче (словен. Želče) — поселення в общині Войник, Савинський регіон, Словенія. 
Висота над рівнем моря: 386,1 м.